# Ray Aldridge
Raymon Huebert Aldridge (n. 6 iulie 1948, Syracuse, New York) este un scriitor american de science-fiction.

## Lucrări

### Seria Emancipator
- The Pharaoh Contract (1991)
- The Emperor of Everything (1992)
- The Orpheus Machine (1992)

### Antologii
Aceasta este o listă de antologii care conțin și povestiri de Ray Aldridge:
- Full Spectrum 4 (1993)
- The Best from Fantasy and Science Fiction: A 40th Anniversary Anthology (1994)

### Povestiri scurte
- Steel Dogs (1989)
- Gate of Faces (1991), nominalizare la premiul Nebula
- The Beauty Addict (1993), nominalizare la premiul Nebula